# Sepp Plieseis
Josef Plieseis, appelé Sepp Plieseis, né le 20 décembre 1913 à Bad Ischl, localité de Lauffen, et mort le 21 octobre 1966 au même lieu, est un résistant autrichien au national-socialisme et organisateur du groupe de partisans Willy-Fred dans le haut Salzkammergut. Son excellente connaissance du milieu montagnard lui permet d’échapper aux poursuites de la police et des SS jusqu'à la fin de la guerre.

## Biographie

### Jeunesse
Sepp Plieseis grandit dans une famille modeste de Bad Ischl. Il est inscrit aux Kinderfreunde Österreich, organisation pour les enfants et leur famille proche du Parti social-démocrate d'Autriche (SPÖ), puis entre aux Jeunesses ouvrières socialistes (Sozialistische Arbeiter-Jugend). Après les combats de février 1934, auxquels Plieseis prend part à Ebensee aux côtés des membres du Republikanischer Schutzbund, il se détache de la social-démocratie autrichienne et adhère au Parti communiste d'Autriche (KPÖ).

### Combattant en Espagne
Animé par des convictions internationalistes et antifascistes, Sepp Plieseis se rend en Espagne en 1937 et combat pour la République espagnole dans les rangs des Brigades internationales. Il est spécialisé dans les explosifs.
Après la victoire du franquisme, il fuit en France où il est arrêté et interné dans divers camps comme Gurs, St Cyprien et Argelès. Il tente de rentrer dans le Salzkammergut en 1941, mais est arrêté en tant qu'« Espagnol rouge » par les autorités allemandes en franchissant la ligne de démarcation. Il est mis en prison à Linz. Comme il refuse d'être enrôlé dans la Wehrmacht, il est envoyé au camp de concentration de Dachau.

### Résistance dans le Salzkammergut
De Dachau, il est transféré dans le camp annexe de Vigaun bei Hallen. Bien qu'un camp de formation de la SS se trouve au même endroit, rassemblant 1500 à 2000 hommes, il parvient, avec l'aide d'ouvrières agricoles, à prendre la fuite par les montagnes le 23 octobre 1943 et à se cacher dans le haut Salzkammergut. C'est là qu'il organise un groupe de résistance contre le national-socialisme dont l'objectif prioritaire est de cacher dans les montagnes les déserteurs originaires de la région.
Composé d'une trentaine de personnes au bout de quelques mois, le groupe prend le nom de « Willy ». Plus tard, pour des raisons de sécurité, il change de nom et s’appelle « Fred ». Grâce à l'expérience acquise par Plieseis en Espagne et dans les camps de concentration, le groupe réussit à rallier à lui avec prudence et réalisme d'importantes forces allemandes nazies et faire du Salzkammergut un foyer de résistance de la Haute-Autriche.

### Après 1945
Avec l'arrivée des troupes américaines dans la région en mai 1945, le groupe cesse de se cacher et Sepp Plieseis devient conseiller des Américains pour les questions de sécurité à Bad Ischl et ses environs, puis fonctionnaire municipal. Il continue à militer au sein KPÖ redevenu légal et devient membre de l'union fédérale des résistants autrichiens.
Après la guerre, il épouse Maria Wagner, résistante elle aussi, et vit à Bad Ischl jusqu'à sa mort. Il a mis par écrit certains épisodes de sa vie mouvementée.

## Source, notes et références
- (de) Cet article est partiellement ou en totalité issu de l’article de Wikipédia en allemand intitulé « Sepp Plieseis » (voir la liste des auteurs).

1. ↑  Organisation paramilitaire du Parti social-démocrate d'Autriche
2. 1 2  (de) Günther Grabner, « Sepp Plieseis (1913-1966) », sur ooe.kpoe.at, 20 décembre 2013 (consulté le 17 mars 2018).
3. ↑  (de) « Zur Erinnerung an Sepp Plieseis », sur sepp-plieseis.zurerinnerung.at (consulté le 17 mars 2018).